# Alos (Tarn)
Alos település Franciaországban, Tarn megyében. Lakosainak száma 97 fő (2022. január 1.). Alos Andillac, Cahuzac-sur-Vère, Campagnac, Itzac, Loubers és Vieux községekkel határos.

## Népesség
A település népességének változása:
| Lakosok száma | 99   | 94   | 92   | 93   | 94   | 95   | 97   | 97   | 97   |
|               | 2013 | 2015 | 2016 | 2017 | 2018 | 2019 | 2020 | 2021 | 2022 |